# L'ultima battaglia del generale Custer
L'ultima battaglia del generale Custer (Tonka) è un film western del 1958 diretto da Lewis R. Foster, con Sal Mineo e Philip Carey.
È la storia (in parte romanzata) di "Comanche", l'unico cavallo sopravvissuto alla battaglia di Little Big Horn.

## Produzione
Il film, diretto da Lewis R. Foster su una sceneggiatura dello stesso Foster e di Lillie Hayward su un soggetto di David Appel, fu prodotto da James C. Pratt per la Walt Disney Productions e girato a Bend, Oregon, dal 4 giugno al 25 luglio 1958. Il titolo di lavorazione fu  A Horse Called Comanche.

## Distribuzione
Il film fu distribuito con il titolo Tonka negli Stati Uniti dal 25 dicembre 1958 al cinema dalla Buena Vista Pictures.
Altre distribuzioni:
- in Giappone il 25 aprile 1959
- in Italia l'8 ottobre 1959 (L'ultima battaglia del generale Custer)
- in Danimarca il 26 dicembre 1959 (Tonka, den vilde hingst)
- in Messico il 10 marzo 1960 (Tonka)
- in Finlandia il 7 ottobre 1960 (Tonka)
- in Uruguay il 7 luglio 1964
- in Brasile (Tonka e o Bravo Comanche)
- in Spagna (Tonka en la Última Batalla del General Custer)
- in Francia (Tonka)
- in Grecia (Tonka)
- in Germania Ovest (Sie nannten ihn Komantsche)

## Critica
Secondo il Morandini il film è un "modesto western" con una storia piacevole.

## Promozione
La tagline è: The Untold Story behind the West's Strangest Legend!.